# Diatrypa jansoni
Diatrypa jansoni är en insektsart som först beskrevs av Henri Saussure 1897.  Diatrypa jansoni ingår i släktet Diatrypa och familjen syrsor. Inga underarter finns listade i Catalogue of Life.